# Militärkreuz (Belgien)

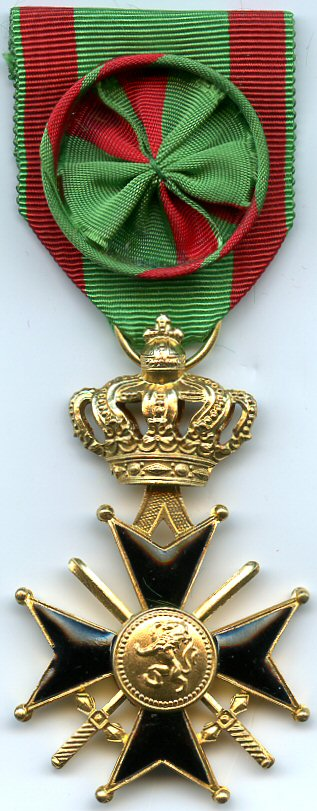
Ansicht des Ordens, 1. Klasse

Das belgische Militärkreuz (niederländisch: Militair Kruis, französisch: Croix Militaire) ist eine militärische Dienstauszeichnung Belgiens. Es wurde durch einen königlichen Erlass am 11. Februar 1885 eingeführt und wird an Offiziere der belgischen Streitkräfte für loyalen und ununterbrochenen Dienst oder an ausländische Militäroffiziere für herausragende Dienste zugunsten des belgischen Militärs verliehen.

## Vergabekriterien und Ordensklassen

### Belgische Offiziere
Das Militärkreuz zweiter Klasse wird belgischen Offizieren nach 25 Dienstjahren verliehen.

 Das Militärkreuz erster Klasse wird belgischen Offizieren nach 25 Dienstjahren als Offizier verliehen.
Beim belgischen Militär werden die tatsächlichen Dienstjahre bei der Berechnung der Mindestdauer für eine Dienstauszeichnung (als Ausgleich für den Dienst in der Luft oder auf dem Schlachtfeld) manchmal mit einem bestimmten Faktor multipliziert. Bei der Berechnung der Dienstzeit, die für die Verleihung des Militärkreuzes erforderlich ist, dürfen derartige „Bonifikationen“ nicht berücksichtigt werden. Auch Offiziere der militärischen Reserve können mit diesem Ehrenzeichen ausgezeichnet werden, sofern sie den ausgebildeten (aktiven) Reservekräften angehören und ihre Dienstzeit nicht durch die Verleihung des Bürgerehrenzeichens gewürdigt wurde.
Wurden gegen einen Offizier schwerwiegende Disziplinarmaßnahmen ergriffen, die eine vorübergehende Entlassung vom Dienst zur Folge hatten, führt jeder angefangene Monat der Untätigkeit zu einem Strafabzug von 12 Monaten bei der Berechnung der für diese Auszeichnung erforderlichen Dienstzeit. So führen beispielsweise 34 Tage Untätigkeit aufgrund von Disziplinarmaßnahmen zu einer Strafe von 2 Jahren, d. h. der Offizier erhält das Militärkreuz 2. Klasse erst nach 28 Dienstjahren statt der üblichen 25.
Diese Strafe ist auf 6 Jahre pro Disziplinarmaßnahme begrenzt. Diese Grenze wird immer dann erreicht, wenn eine vorübergehende Dienstbefreiung von sieben Monaten oder mehr angeordnet wird, was jedoch so gut wie nie vorkommt.

### Ausländische Offiziere
Das Militärkreuz kann an Offiziere nichtbelgischer Streitkräfte für herausragende Verdienste um die belgische Verteidigung verliehen werden. In einem solchen Fall wird die zweite Klasse an Offiziere unterhalb des Rangs eines Brigadegenerals verliehen. Die erste Klasse wird an Generäle verliehen.

## Ordensdekoration
Das Military Cross ist ein schwarz emailliertes Malteserkreuz mit einem 1 mm starken Goldrand, dessen Kreuzarme in acht vergoldeten Kugeln mit einem Durchmesser von 2 mm enden. Zwischen den Kreuzarmen sind vergoldete, gekreuzte Schwerter angebracht, die nach oben zeigen. Das zentrale Medaillon auf der Vorderseite trägt den belgischen „steigenden Löwen“ (vor 1952), das Medaillon auf der Rückseite trägt das königliche Zeichen des regierenden Monarchen (nach 1952); die Rückseite ist mit der Vorderseite identisch.
Die Aufhängung erfolgt mittels eines Bandes durch einen Aufhängungsring, der durch die Kugel einer drehbar gelagerten Krone verläuft. Das grüne Moiré-Seidenband hat zwei 5 mm breite rote Streifen, die 1 mm von den Bandrändern entfernt sind. Das Militärkreuz Erster Klasse unterscheidet sich von der Auszeichnung Zweiter Klasse lediglich durch die Form einer Rosette am Band in den gleichen Farben wie das Band.
Bei der Verleihung des Ordens erster Klasse wird am Band eine Rosette befestigt.